# Nikos Armutidis
Nikos Armutidis (* 14. března 1953 Brno) je moravský sochař a malíř řeckého etnického původu. Žije a tvoří ve Veverských Knínicích nedaleko od Brna. Jeho manželkou je fotografka Irena Armutidisová. Dcera Irena Armutidisová ml. je rovněž sochařka. 

## Život a dílo
V letech 1970–1974 studoval na Střední uměleckoprůmyslové škole v Brně, pak v letech 1974–1980 na Akademii výtvarných umění v Praze.
V roce 1997 v mikulovském pravoslavném chrámu svatého Mikuláše zrestauroval původní malby Joži Uprky a vytvořil zde i malby vlastní. Především z bronzu vytvořil mnoho plastik a pamětních desek známých osobností, mytologických bytostí i zvířat. V ateliéru spolupracuje s dcerou Irenou Armutidisovou.
V roce 2017 byla v Brně v aule Mendelovy univerzity odhalena dvoumetrová bronzová socha Gregora Mendela.

## Vystavená díla

### Brno
- 1994 – plastika Mnémosyné, v Gettyho knihovně Semináře dějin umění FF MU
- 1998 – Anna Ticho, pamětní deska
- 2000 – Vlasta Fialová plastika na náhrobku Vlasty Fialové na Ústředním hřbitově v Brně
- 2002 – reliéf Pocta K. E. Englišovi, Rektorát MU Brno
- 2003 – busta Františka Jílka, Besední dům
- 2003 – busta Iva Váni Psoty, Janáčkovo divadlo
- 2003 – rabi Richard Feder, pamětní deska, židovském hřbitově v Brně
- 2006 – Boženka Šebetovská, pamětní deska, Brno

### Mikulov
- 1993 – plastika nymfy
- 1997 – výzdoba interiéru pravoslavného chrámu sv. Mikuláše
- 1999 – busta Alfonse Muchy a pamětní deska, v České spořitelně
- 2002 – pamětní deska Josepha von Sonnenfelse, v Piaristické koleji
- 2006 – busta kardinála Františka Dietrichsteina, na zámku
- 2006 – završení městské barokní studny a figurální plastika Bakcha

### Ostatní umístění
- 1992 – Jan Werich, busta, Kampa, Praha
- 1995 – Pocta Nikosu Kazantzakisovi busta, Heráklion na Krétě v Řecku
- 2002 – Franz Kafka, busta, Hotel Merkur, Praha – Poříčí
- 2003 – Johann Josef Loschmidt , pamětní deska, Ostrov u Karlových Varů
- 2007 – Nikos Kazanzakis, busta, Řecké velvyslanectví, Praha
- 2010 – Socha padlým koním, Kovalovice Stará pozořická pošta[4]
- 2018 – Vladimír Menšík, busta, Ivančice, Komenského náměstí, budova základní školy nesoucí jeho jméno (odhalena 12. října 2018)

## Galerie

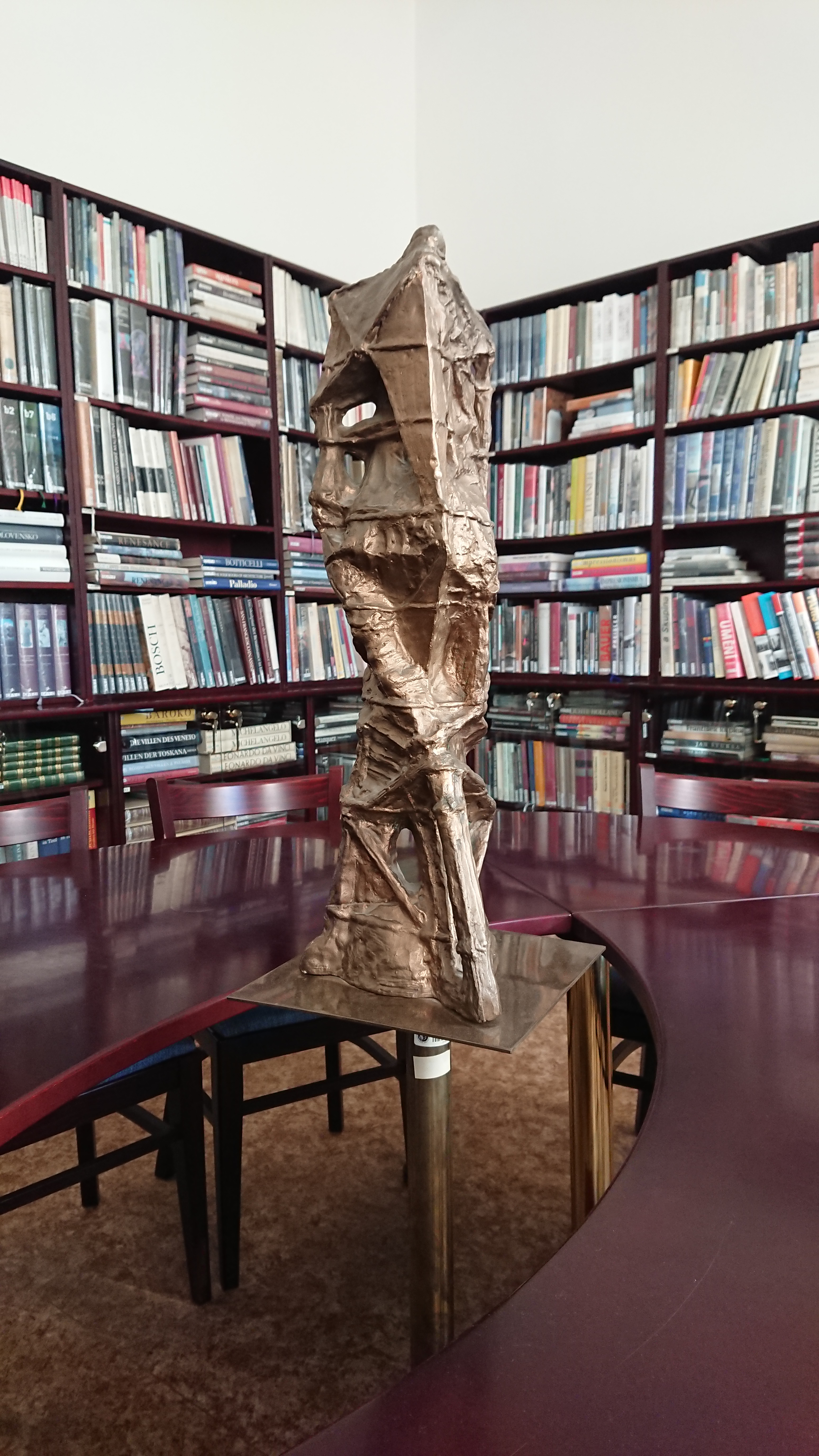
Mnémosyné, 1994
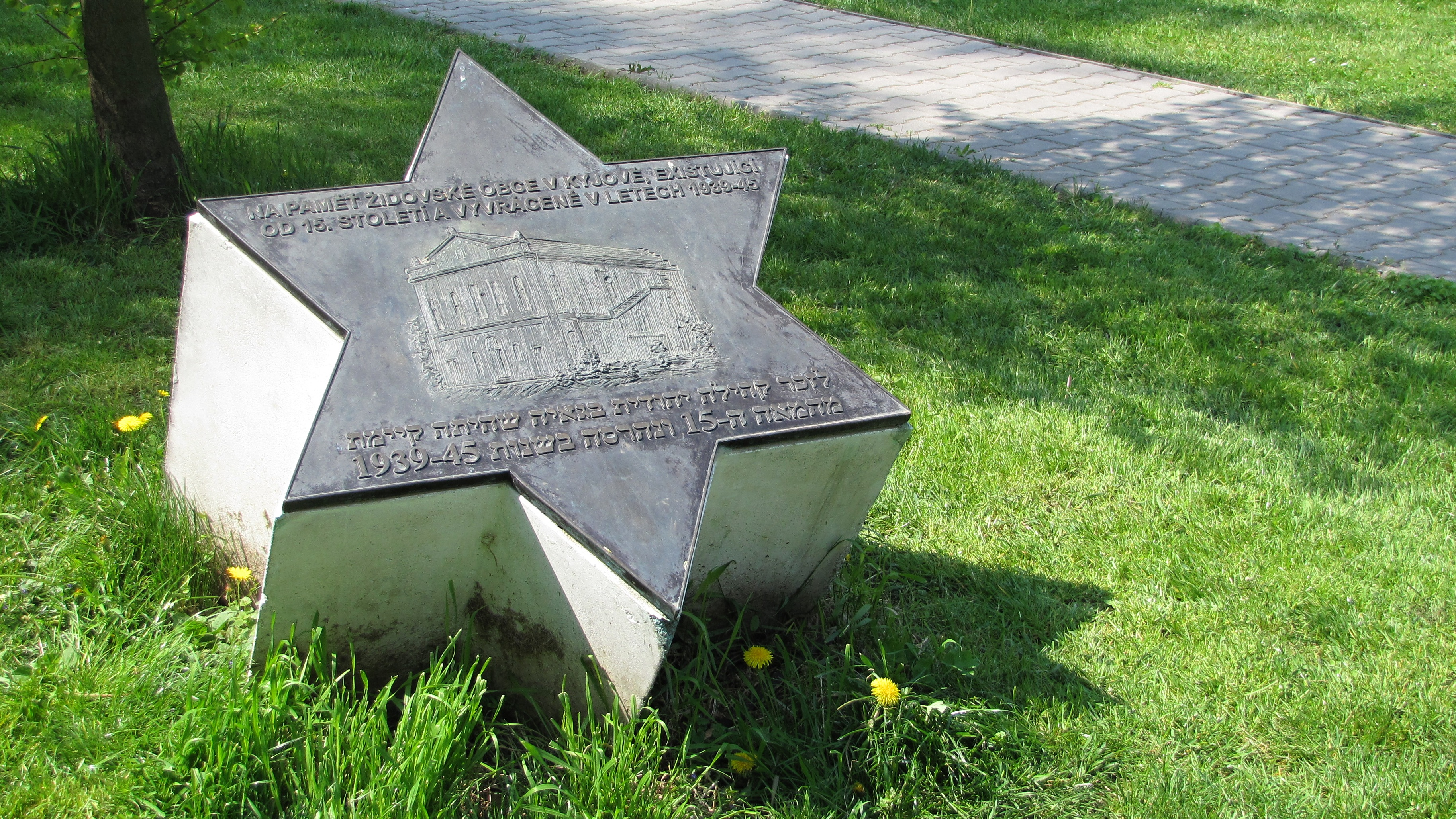
Pomník židovské obce v Kyjově, 2002
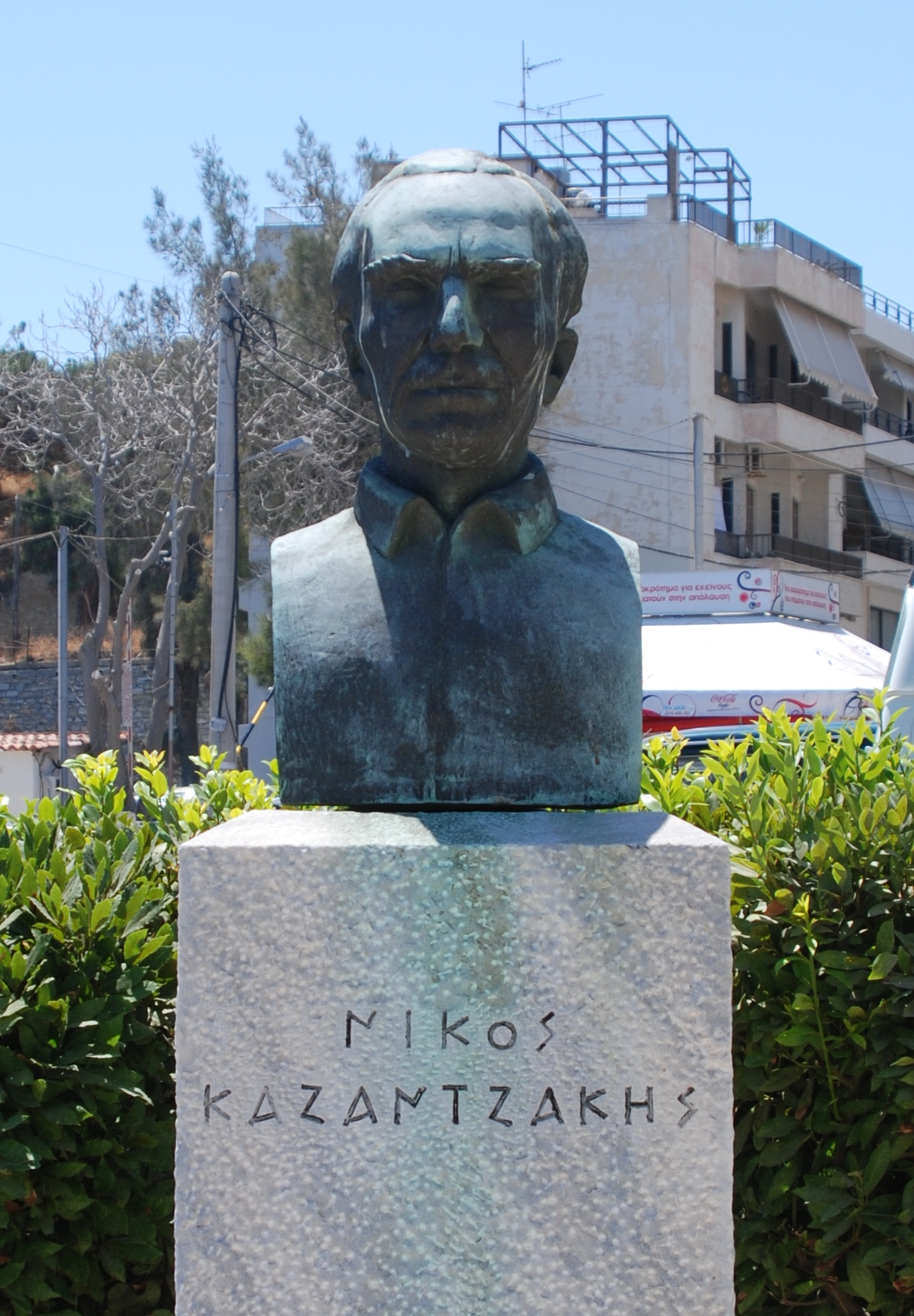
Busta Nikose Kazantzakise, Heráklion na ostrově Kréta v Řecku
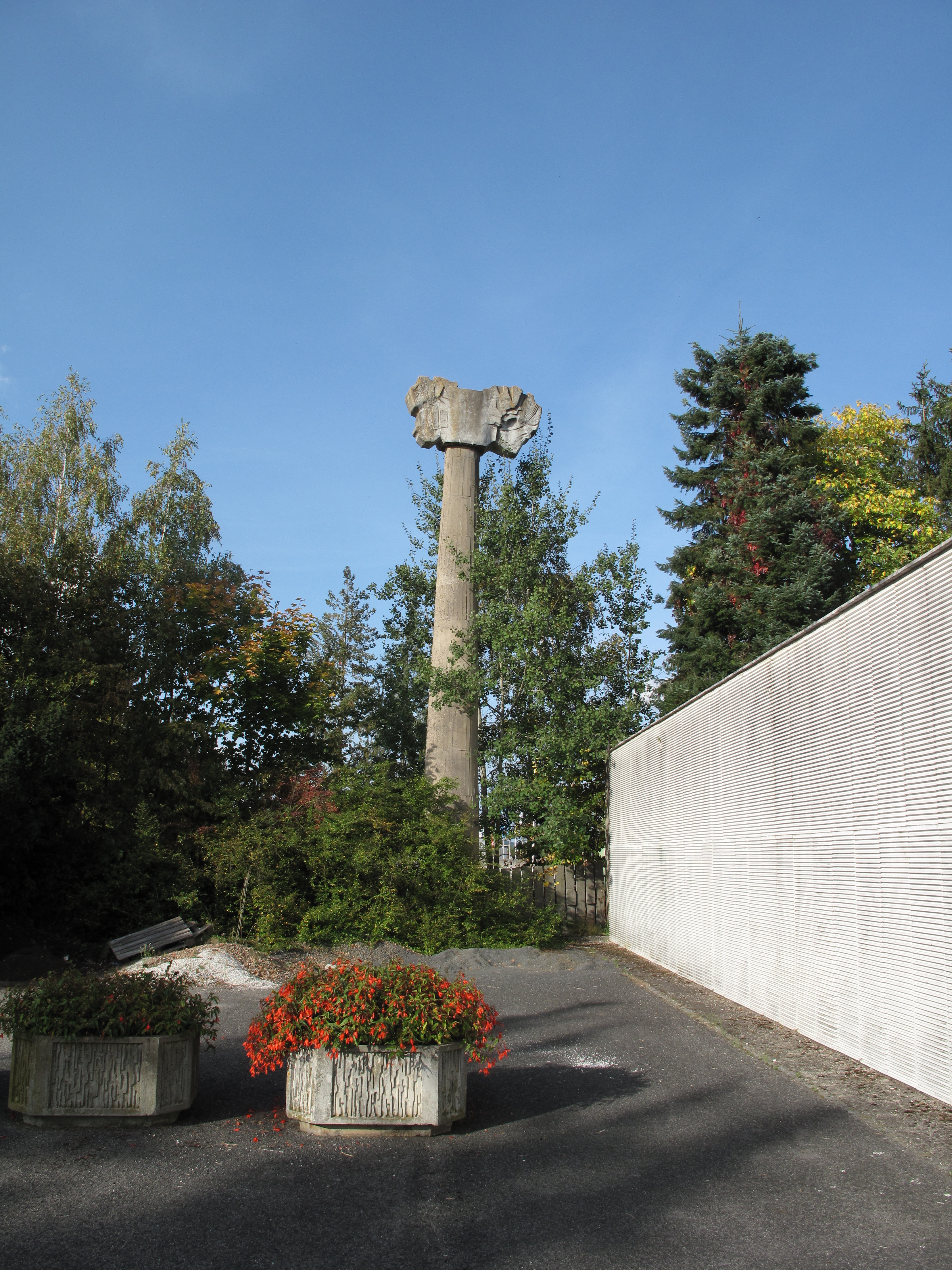
Bezejmenná plastika u krematoria v Klatovech, 1985, železobeton
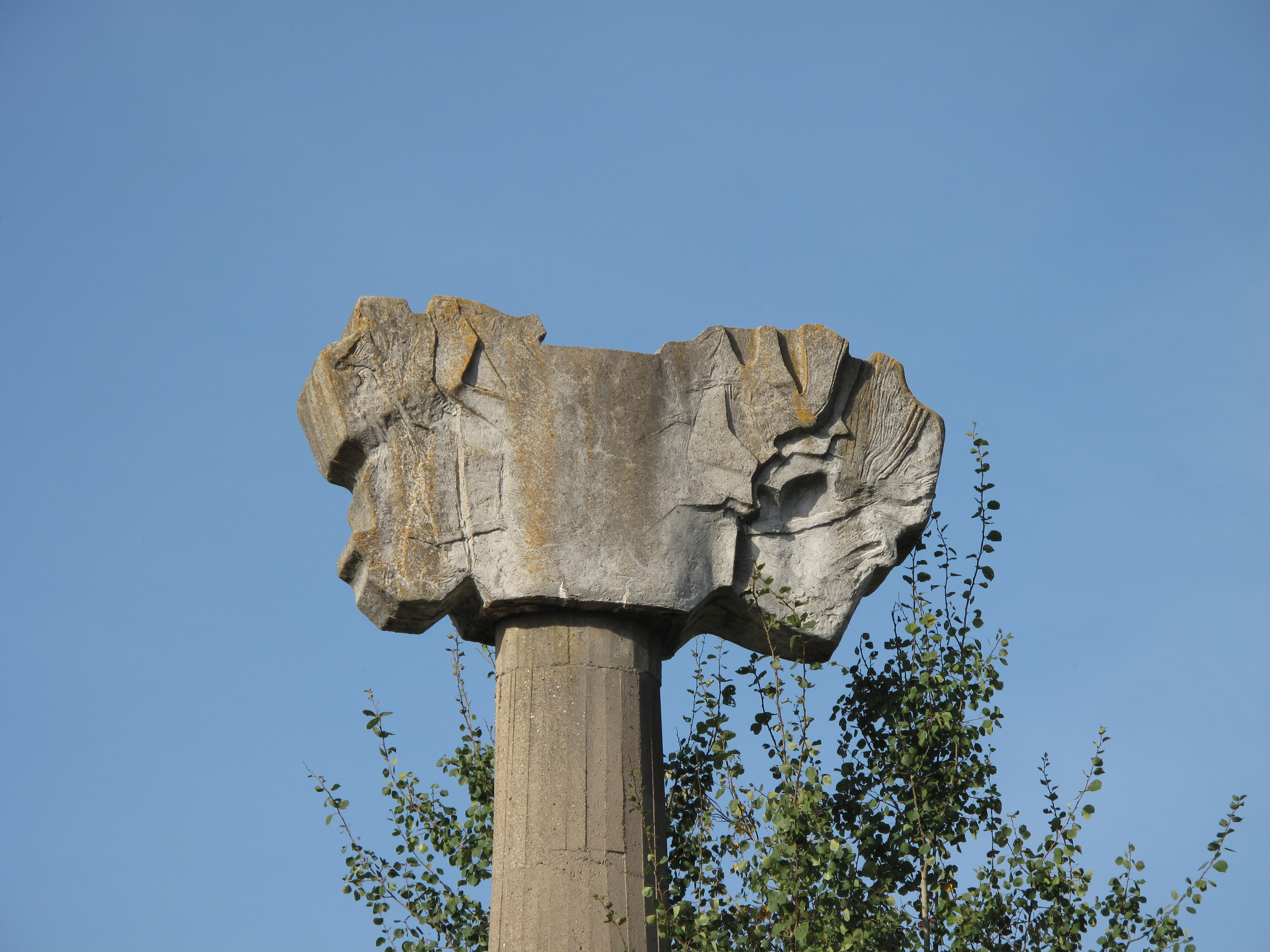
Detail klatovské plastiky
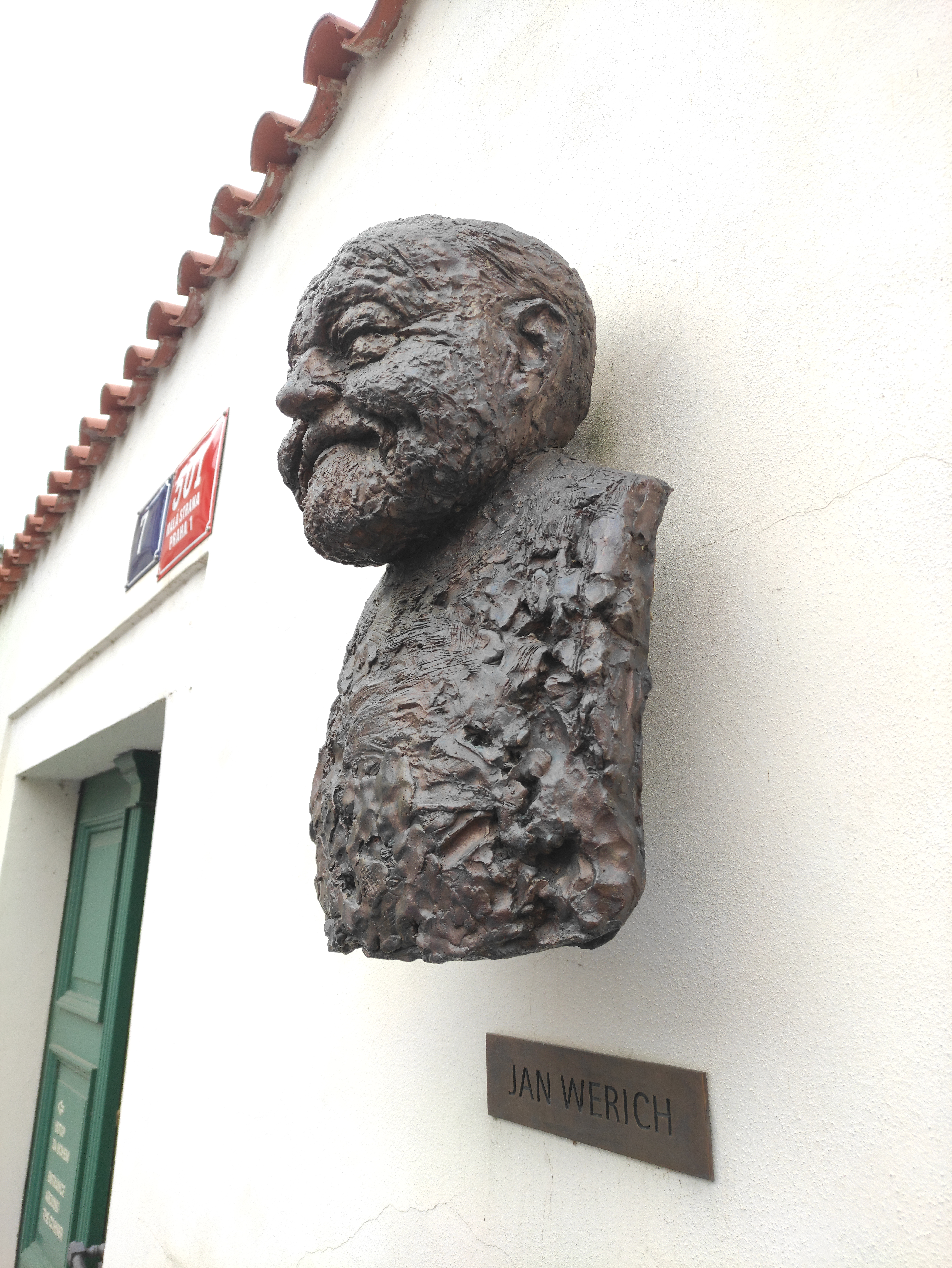
Busta Jana Wericha
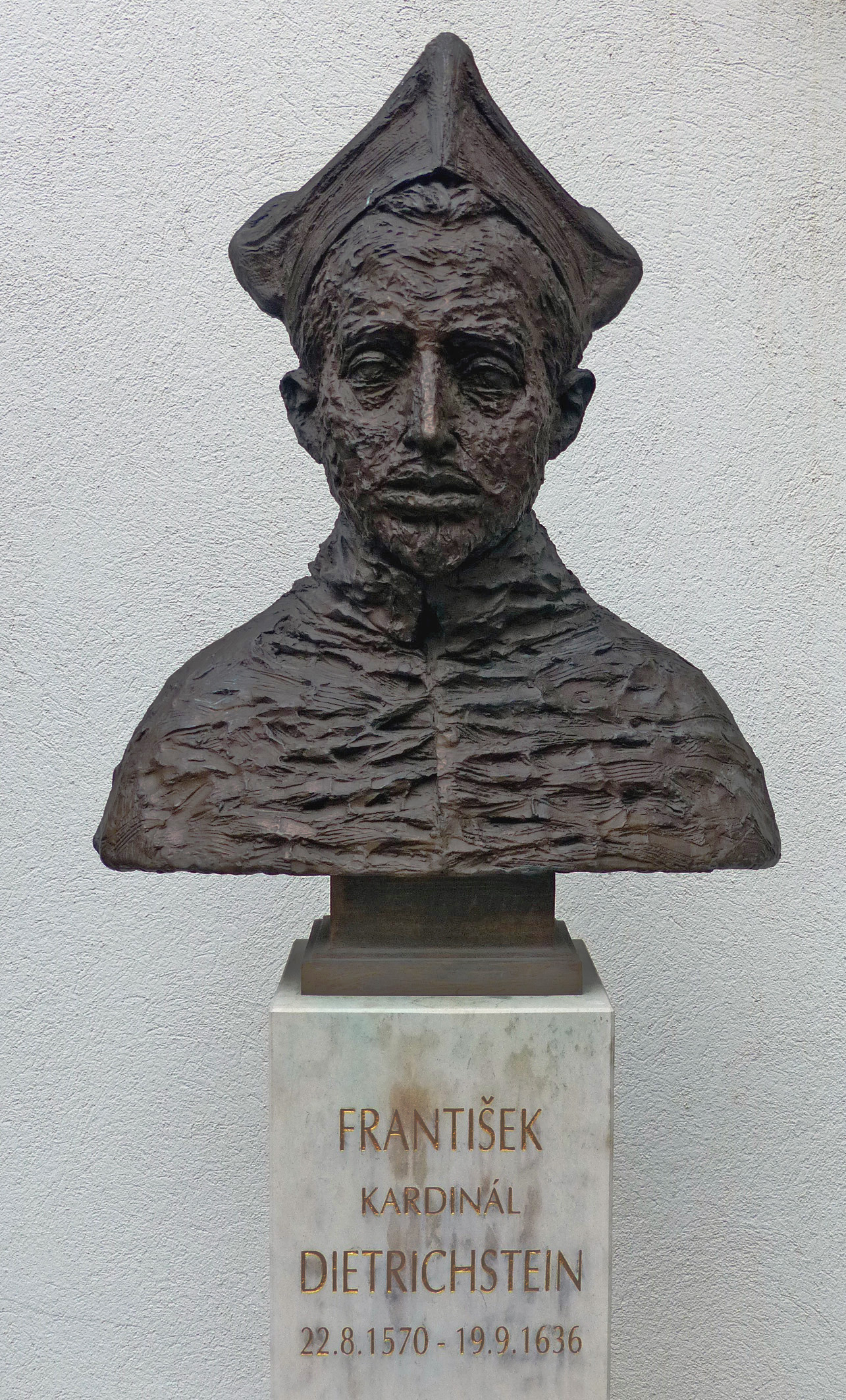
Busta kardinála Františka z Ditrichštejna v Mikulově